# Ai Xiaoming
Ai Xiaoming (em chinês: 艾晓明; nascida em 1953) é uma documentarista e ativista política chinesa. Ela também é acadêmica de questões públicas e femininas e ex-professora da Universidade Sun Yat-sen. Xiaoming nasceu em Wuhan em 1953, e passou a maior parte de sua vida adulta em Pequim e Guangzhou.
Em 2010 Ai Xiaoming e Guo Jianmei ganharam o Prêmio Simone de Beauvoir pela Liberdade das Mulheres.

## Bolsa de estudos e ativismo
Em 1985, Ai tornou-se professor na Universidade Normal de Pequim. De 1994 a 2014, ela lecionou na Universidade Sun Yat-sen, com foco em literatura e história das mulheres. No outono de 1999 e na primavera de 2000, ela passou um ano sabático lecionando na Universidade do Sul em Sewanee, EUA. No início de sua carreira, Ai foi uma escritora e tradutora talentosa, escrevendo diversos livros sobre literatura e traduzindo as obras de Milan Kundera, além de editar outras.
Em 2000, ela visitou a os Estados Unidos como pesquisadora em estudos sobre mulheres e gênero. Em 2009, foi impedida de participar do Festival de Documentário Chinês em Hong Kong, devido a preocupações com a sua segurança pessoal resultantes das suas atividades de produção de filmes políticos.
Ai criticou a política nacional do governo chinês de DIU obrigatório para mulheres que já deram à luz uma criança. Ela disse que muitas mulheres, inclusive ela mesma, nunca foram avisadas sobre possíveis complicações e sobre a necessidade de exames regulares.
em 2013, Ai protestou de topless no Twitter e fora de uma escola de Hainan em resposta ao estupro de seis alunas pelo diretor da escola e por uma autoridade local. Ela foi presa no mesmo dia por se defender com uma faca de cozinha contra agressores que foram à sua casa. Ela afirmou que seu protesto nu foi inspirado em Ai Weiwei.
Os filmes de Ai são censurados na China.

## Filmografia
Desde 2004, ela fez mais de duas dezenas de filmes, incluindo documentários sobre ativismo, problemas sociais e corrupção. Alguns de seus filmes visam revelar acontecimentos históricos caiados (i.e. whitewhashing).
| Ano  | Título                                  | Duração     | Descrição |
| ---- | --------------------------------------- | ----------- | --- |
| 2004 | 白丝带 Bai Sidai                        | 57 minutos  | |
| 2005 | 天堂花园Tiantang Huayuan                | 140 minutos | Um documentário sobre as mudanças ocorridas na China entre 2003 e 2005 em termos de respeito e proteção dos direitos humanos. Ai co-dirigiu com Hu Jie.                                                                         |
| 2005 | 太石村 Taishi Cun                       | 100 minutos | Relata a luta dos moradores da vila de Taishi, Guanzhou contra as autoridades locais em 2005. |
| 2006 | 中原纪事 Zhongyuan Jishi                | 140 minutos | Um documentário sobre o destino dos aldeões infectados pelo HIV que, devido à sua pobreza, venderam o seu sangue. A coragem que demonstraram nesta situação contrasta com a corrupção oficial.                                  |
| 2006 | Xing Xing Yu Quan Li Bie                | 46 minutos  | |
| 2007 | 关爱之家 Guan'ai Zhi Jia                | 108 minutos | Um documentário sobre pessoas infectadas pelo HIV após receberem uma transfusão de sangue. Centra-se no caso de Liu Xiaohong, um aldeão de Xingtai, em Hebei, que foi contaminado durante a infância. Ai co-dirigiu com Hu Jie. |
| 2008 | Kaiwang Jiaxiang of Lieche              | 59 minutos  | Um documentário que descreve a situação dos migrantes, após a interrupção do tráfego ferroviário na linha Pequim-Guangzhou, após o inverno.                                                                                     |
| 2009 | 我们的娃娃 Women de Wawa                | 73 minutos  | Um dos três documentários sobre o terremoto de Sichuan de 2008 e seu impacto na população, especialmente no escândalo de corrupção na construção de escolas.                                                                    |
| 2009 | 公民调查 Gongmin Diaocha                | 64 minutos  | Um dos três documentários sobre o terremoto de Sichuan de 2008 e seu impacto na população, especialmente no escândalo de corrupção na construção de escolas.                                                                    |
| 2010 | 花为什么这么红 Hua Weishenme Zheme Hong |             | Um dos três documentários sobre o terremoto de Sichuan de 2008 e seu impacto na população, especialmente no escândalo de corrupção na construção de escolas.                                                                    |
| 2011 | 明信片Míngxìnpiàn                       |             | Um filme sobre o ativista chinês dos direitos civis Wang Lihong. |
| 2012 | 乌坎三日 Wūkǎn Sān Rì                   |             | |
| 2014 | 新公民案审判 Xīn Gōngmín àn Shěnpàn     |             | |